# Lithodes agassizii
Lithodes agassizii är en kräftdjursart. Lithodes agassizii ingår i släktet Lithodes och familjen trollkrabbor. Inga underarter finns listade i Catalogue of Life.